# Рикка, Пол
Поль Де Люсия (при рождении Феличе Де Люсия, итальянский: [feˈliːtʃe de luˈtʃiːa] ; 14 ноября 1897 — 11 октября 1972), известный как Пол Рика (/ˈriːkə/, итальянский: [ˈrikka]), итало-американский мафиозо, который в течение 40 лет был фактическим лидером Чикагского филиала. В 1958 году подкомитет Сената по расследованию преступлений назвал его «самым главным преступником страны».